# Уилбрахем, Джон
Джон Уилбрахем (англ. John Wilbraham; 15 апреля 1944, Борнмут — 5 апреля 1998, Уэлс) — британский трубач и музыкальный педагог, блестящий интерпретатор музыки эпохи барокко; солист оркестра Филармония, Королевского филармонического оркестра и симфонический оркестра Би-би-си, преподаватель Королевской академии музыки и Бирмингемской школы музыки.

## Биография
Джон Уилбрахем родился в семье британского офицера в Борнмуте. Он получил музыкальное образование в Лондонской Королевской академии музыки (с 1962 по 1965 год). В 1966 году он начал выступать в составе оркестра Филармония, носившего в то время название «Новая филармония». Двумя годами позже Уилбрахем стал солистом Королевского филармонического оркестра под управлением Рудольфа Кемпе. В 1972 году он перешёл в симфонический оркестра Би-би-си и в течение девяти лет исполнял там обязанности солиста-концертмейстера группы труб. Кроме того он неоднократно выступал как приглашённый солист в составе других лондонских оркестров, а также в Венском филармоническом оркестре и Мюнхенском оркестре имени Баха под управлением Карла Рихтера. Некоторое время Уилбрахем играл также в брасс-ансамбле Филипа Джонса.
Джон Уилбрахем много выступал сольно. Особенно тесно сотрудничал он с оркестром «Академия Святого Мартина в полях» под управлением Невилла Марринера, исполняя преимущественно музыку периодов барокко и классицизма. С этим коллективом он сделал много записей как сольных концертов для трубы, так и оркестровых произведений с важными сольными трубными партиями, таких как Бранденбургские концерты Баха. Наиболее важное место в репертуаре Уилбрахема занимала музыка Баха, Генделя и Леопольда Моцарта. Джон Уилбрахем одним из первых в Великобритании ввёл в обиход трубу пикколо, уроки игры на которой он брал у признанного виртуоза этого инструмента французского трубача Мориса Андре.
Оставил он свой след и в популярной музыке. В 1967 году как сессионный музыкант Уилбрахем принимал участие в записи альбома Magical Mystery Tour группы The Beatles. В 1975 году участвовал в записи альбома Fish Out Of Water Криса Сквайра. Играл в многочисленных саундтреках к художественным и телевизионным фильмам и радиопостановкам. В частности, его трубу можно услышать в саундтреке к седьмому фильму бондианы «Бриллианты навсегда» (1971), а также в главной теме из музыки к фильму «Возвращение в Брайдсхед» (1981). От участия же в совместном проекте Королевского филармонического оркестра с Фрэнком Заппой и его группой в 1971 году Джон Уилбрахем отказался. После первой репетиции он вместе с другим своим коллегой-трубачом покинул концертный зал, мотивировав свой отказ нежеланием сотрудничать с группой, использующих в своих текстах ненормативную лексику.
В 1980-х годах Уилбрахему пришлось на время перекратить играть на трубе в связи с болезнью. У музыканта был обнаружен диабет. В конце 1980-х он ненадолго вернулся в оркестр Филармония, но в 1990 году по состоянию здоровья был вынужден полностью прекратить исполнительскую деятельность и занялся преподаванием. Некоторое время он преподавал в Королевской академии музыки в Лондоне и занимался с музыкантами национального молодёжного оркестра, затем преподавал в Бирмингемской школе музыки. В 1991 году Уилбрахем переехал в городок Уэлс в графстве Сомерсет и преподавал в местной школе. Двумя годами позже здоровье музыканта вновь ухудшилось. У него были обнаружены почечная недостаточность и заражение крови. Прожив в Уэлсе ещё несколько лет, Джон Уилбрахем скончался в 1998 году в возрасте 53 лет.